# Rovišče, Zagorje ob Savi
Rovišče je naselje v Občini Zagorje ob Savi